# Anna Brigadere
Anna Brigadere (Tērvete, 1861. október 1. – Tērvete, 1933.június 25.) lett író, drámaíró, költő.

## Élete
Gyerekkorát Tērveten töltötte. Csak néhány évig járt ott iskolába. Apja 1874-es halála után az édesanyjával Jelgavába költözött. Már 13 éves korában munkát vállalt, a húgát segítette egy szabóüzletben. Aztán a család Ventspilsbe költözött, 1880 körül pedig Rigába, ahol testvérével együtt dolgozott. 1882 őszétől Moszkvában élt, ahol egy német iparos családnál tanár volt.
Első történetét 1896-ban tették közzé. 1897-től kizárólag az irodalmi munkával foglalkozott, és megjelent első könyve (Vecā Karlīne). Hat évvel később az első és legnépszerűbb műve a Sprīdītis. Ezt a mesejátékát több nyelvre lefordították, operát, filmet készítettek belőle.
1906-tól 1907-ig lett nyelvtanárként dolgozott egy népprogramban, 1908 és 1909 között a Latvija vezetője volt. Az első világháború kitörése arra kényszerítette, hogy 1915-ben Moszkvába meneküljön, itt írta meg A hatalom fia című versét. 1917-ben visszatért Rigába, és egész további életét ott töltötte. 1926 és 1933 között önéletrajzi trilógiát írt: Dievs, daba, darbs (1926), Skarbos vējos (1930) és Akmenu sprostā (1933). Ezt a trilógiát az író művészi kreativitásának legmagasabb csúcsának tekintik.

## Művei
- Slimnīcā (1893) A kórházban
- Vecā Karlīne (1897)
- Sprīdītis (1903)[5]
- Spēka dēls (1917) A hatalom fia

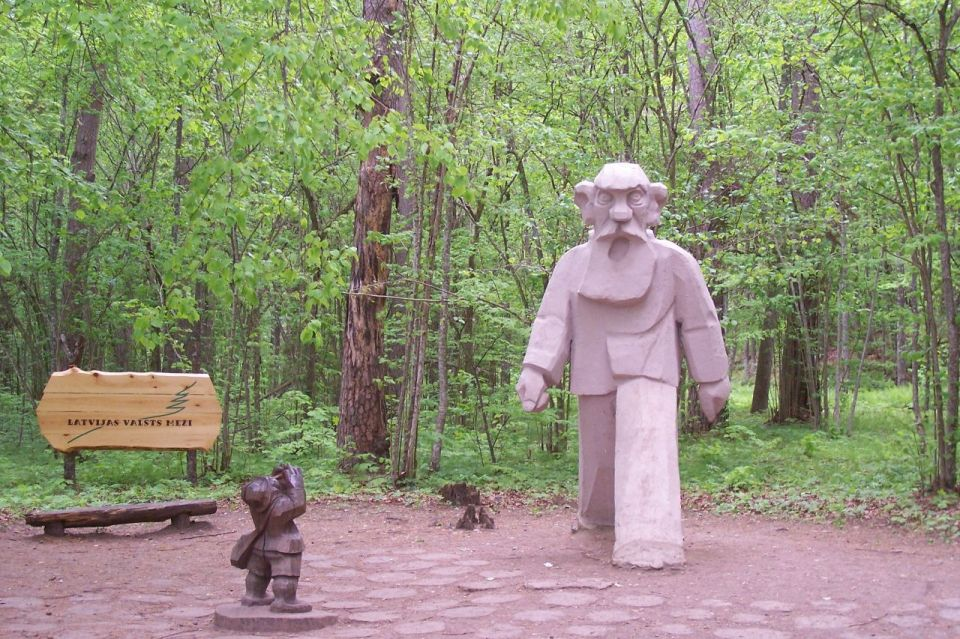
Sprīdītis fuvolán játszik, hogy Lutausis táncoljon

- Triloģija – Grāmata jauniem un veciem[6]Trilógia – Egy könyv fiataloknak és öregeknek[7]
  - Dievs, daba, darbs (1926) Isten, a természet, a munka
  - Skarbos vējos (1930) Heves szélben
  - Akmenu sprostā (1933) Egy kőketrecben

## Díjai
- Három Csillag érdemrend (1926)

## Emlékezete
- A halála után egykori otthonában nyitották meg az emlékmúzeumát.
- Az 1930-as években és 1986-ban (újra) létrehozták az Anna Brigadere-díjat.

## Fordítás
- Ez a szócikk részben vagy egészben  az   Anna Brigadere című lett Wikipédia-szócikk ezen változatának fordításán alapul.  Az eredeti cikk szerkesztőit annak laptörténete sorolja fel. Ez a jelzés csupán a megfogalmazás eredetét és a szerzői jogokat jelzi, nem szolgál a cikkben szereplő információk forrásmegjelöléseként.